# The Man Who Sold the World
 The Man Who Sold The World  je album anglického rockového hudebníka Davida Bowieho, vydané v roce 1970 v USA a na jaře roku 1971 ve Spojeném království.
V době nahrávání byl Bowie zaujat spíš svou novou manželkou Angie než albem samotným a tak byly všechny skladby naaranžované jeho spolupracovníky - kytaristou Mickem Ronsonem a producentem Tony Viscontim. Díky jejich práci dostalo album drsnější, až heavy metalový zvuk, který album odlišuje od svého předchůdce Space Oddity.
Album vyšlo v několika různých obalech. Americká verze alba měla na obalu komiksový obrázek cowboye zobrazeného před nemocnicí Cane Hill, kde byl umístěný Bowieho nevlastní bratr Terry. Britská verze měla na obalu kontroverzní fotografii Davida v šatech ležícího na pohovce. Později, v roce 1972, byl tento obal nahrazen fotografií Bowieho jako Ziggy Stardusta z koncertního vystoupení. Tento obal se zachoval i v reedici americké společnosti Rykodisc v roce 1990. Původní fotka se vrátila na obal alba až v roce 1999.
Titulní skladba byla zpopularizována v 90. letech díky americké skupině Nirvana, která ji zařadila do svého vystoupení MTV Unplugged v roce 1994.

## Seznam skladeb

### Strana jedna
1. „The Width of a Circle“ – 8:05
2. „All the Madmen“ – 5:38
3. „Black Country Rock“ – 3:32
4. „After All“ – 3:51

### Strana dva
1. „Running Gun Blues“ – 3:11
2. „Saviour Machine“ – 4:25
3. „She Shook Me Cold“ – 4:13
4. „The Man Who Sold the World“ – 3:55
5. „The Supermen“ – 3:38

Autorem hudby a textů je David Bowie.

## Reedice
Album bylo vydané v dvou reedicích na CD, poprvé v roce 1990 americkým vydavatelstvím Rykodisc a obsahoval další bonusové skladby. Po druhé vydala album společnost EMI v roku 1999. Toto vydání bylo digitálně remasterované a neobsahovalo žádné bonusové skladby.

### Bonusové skladby (Rykodisc 1990)
1. „Lightning Frightening“ (předtím nevydané) – 3:38
2. „Holy Holy“ (1972) – 2:20
3. „Moonage Daydream“ (1971 Arnold Corns Version) – 3:52
4. „Hang on to Yourself“ (1971 Arnold Corns Version) – 2:51

## Sestava
- David Bowie: vokály a kytara
- Mick Ronson: kytara
- Tony Visconti: basová kytara, producent
- Mick Woodmansey: bicí
- Ralph Mace: syntezátor